# Vulcanizzazione inversa

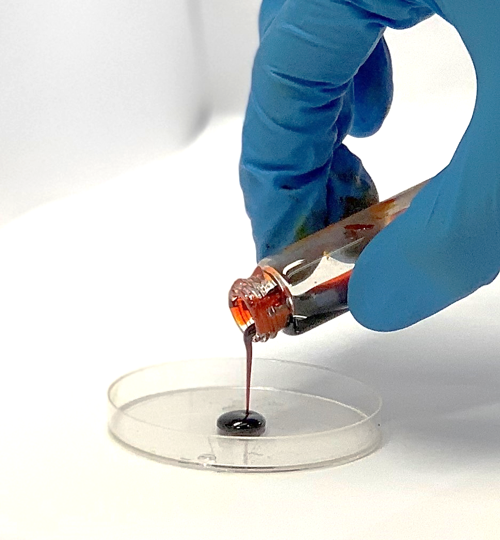
Preparazione di poli(zolfo-casuale-1,3-diisopropilbenzene) o poli(s-r-DIB).

La vulcanizzazione inversa è un processo di copolimerizzazione privo di solventi, inizialmente sviluppato all'Università dell'Arizona nel 2013. A causa dell'elevata produzione di scarti a base di zolfo originati dai processi di raffinazione del petrolio greggio e del gas naturale, si stanno studiando nuove metodologie per riutilizzare questa risorsa. La vulcanizzazione inversa consente di sintetizzare a basso costo un materiale ricco di zolfo e chimicamente stabile, che ha diverse applicazioni come batterie al litio-zolfo, cattura del mercurio e trasmissione a infrarossi.

## Sintesi
Da un punto di vista chimico, questo processo è simile alla vulcanizzazione mediante lo zolfo della gomma naturale. La differenza principale è l'elevato contenuto di catene lineari di zolfo, che sono collegate tra loro da speciali molecole organiche, che agiscono come agenti reticolanti. Il processo tecnologico consiste nel riscaldamento dello zolfo elementare al di sopra del suo punto di fusione (115,21 °C), al fine di favorire il processo di polimerizzazione ad apertura dell'anello (in inglese ring opening polymerization (ROP)) del monomero S8, che si verifica a 159 °C. Di conseguenza lo zolfo liquido è costituito da catene lineari di polisolfuri con estremità radicaliche, che possono essere facilmente collegate tra loro con una modesta quantità di piccoli dieni, come 1,3-diisopropilbenzene (DIB), 1,4-difenilbutadiene, limonene, divinilbenzene (DVB), diciclopentadiene, stirene, 4-vinilpiridina, cicloalchene ed etilidene norbornene, o molecole organiche più grandi come le polibenzoxazine, squalene e trigliceridi. Chimicamente, il doppio legame carbonio-carbonio (C=C) del gruppo sostitutivo nel diene scompare, formando il legame singolo carbonio-zolfo (C-S) che lega le catene lineari tra loro. L'avanzamento della polimerizzazione può essere monitorato mediante tecniche di spettroscopia vibrazionale (come IR o Raman) osservando i segnali relativi ai legami C-S. La risonanza magnetica nucleare (NMR) può essere utilizzata per osservare il grado di reattività dei reagenti in diverse condizioni di tempo e temperatura. L'assenza della necessità di utilizzare un solvente liquido rende questo processo tecnologico altamente scalabile su scala industriale. A riprova di ciò, chilogrammi di materiale poli(S-r-DIB) sono già stati sintetizzati con successo.

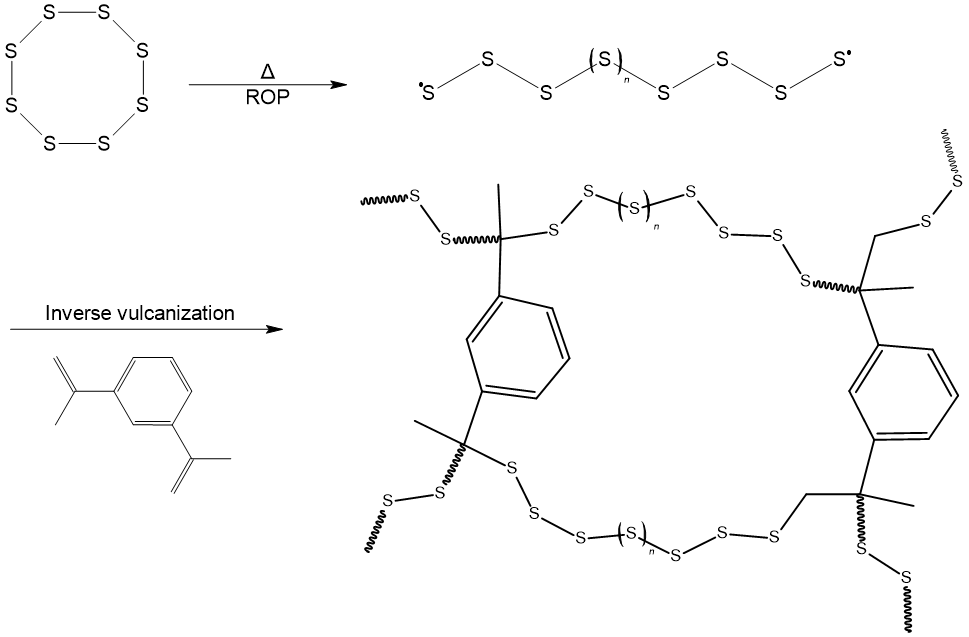
Processo di vulcanizzazione inversa dello zolfo attraverso 1,3-diisopropilbenzene.

## Proprietà

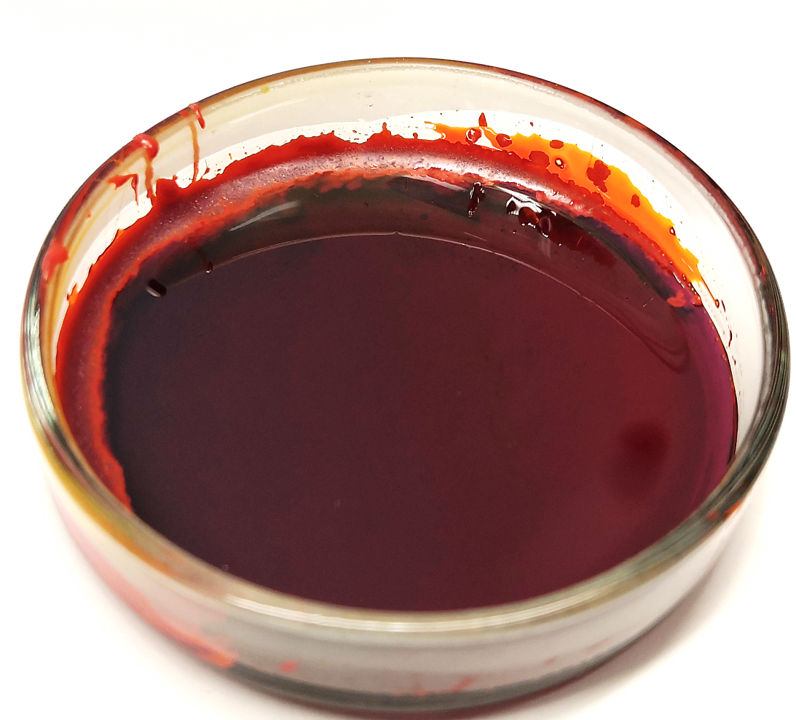
Aspetto fisico del poli(zolfo-casuale-1,3-diisopropilbenzene).

Questo processo di copolimerizzazione radicalica (simile alla polimerizzazione radicalica) viene eseguito preferibilmente in atmosfera controllata, per evitare la saturazione dei radicali con l'ossigeno. Al termine del processo, si ottiene un copolimero ricco di zolfo ad alto peso molecolare, con proprietà termiche, meccaniche ed ottiche differenti rispetto allo zolfo elementare. Come mostrato dall'analisi termogravimetrica (TGA), la stabilità termica del copolimero aumenta con la quantità dell'agente reticolante aggiunto. Tutte le composizioni testate si degradano a temperature superiori a 222 °C. Dal punto di vista meccanico, il comportamento del copolimero dipende dalla composizione e dalle specie reticolanti. Ancora non è stata osservata una chiara correlazione tra la composizione chimica e le proprietà meccaniche del materiale, ma solo delle approssimazioni. Ad esempio, il poli (zolfo-casuale- divinilbenzene) si comporta come un plastomero per un contenuto di diene compreso tra il 15 e il 25% in peso e come una resina viscosa per contenuti di DVB attorno al 30-35% in peso. D'altra parte, il poli (solfuro-casuale-1,3-diisopropilbenzene) si comporta come un materiale termoplastico se composto da 15-25% in peso di DIB e al contrario, si comporta come un polimero termoplastico-termoindurente per una concentrazione di diene attorno al 30-35% in peso. La possibilità di rompere e riformare i legami chimici lungo le catene di polisolfuri (S-S) consente di riparare il copolimero semplicemente riscaldando oltre i 100 °C. Questa caratteristica aumenta il reforming e la riciclabilità del materiale ad alto peso molecolare. L'elevata quantità di legami S-S rende il copolimero altamente inattivo agli infrarossi nello spettro del vicino e medio infrarosso. Di conseguenza, i materiali ricchi di zolfo realizzati mediante vulcanizzazione inversa sono caratterizzati da un elevato indice di rifrazione (n ~ 1.8), il cui valore dipende nuovamente dalla composizione e dalle specie reticolanti.

## Applicazioni
I copolimeri ricchi di zolfo prodotti mediante vulcanizzazione inversa possono essere applicati in molti campi tecnologici, grazie al semplice processo di sintesi e alla loro termoplasticità.

### Batterie al litio-zolfo
Questo nuovo metodo di lavorazione dello zolfo è stato sfruttato per la preparazione di catodi di batterie al litio-zolfo a ciclo prolungato. Tali sistemi elettrochimici sono caratterizzati da una maggiore densità di energia rispetto alle batterie agli ioni di litio commerciali, ma non restano stabili per una lunga durata. Simmonds et al. hanno per primi dimostrato una conservazione della capacità per oltre 500 cicli con un copolimero prodotto con vulcanizzazione inversa, sopprimendo la diminuzione di capacità, tipica dei compositi polimero-zolfo. Infatti, il poli (zolfo-casuale-1,3-diisopropenilbenzene) ha mostrato una omogeneità della composizione più elevata rispetto ad altri materiali catodici, insieme a una maggiore ritenzione di zolfo e un migliore arrangiamento delle variazioni volumetriche dei polisolfuri. Questi vantaggi hanno reso possibile l'assemblaggio di una cella Li-S stabile e resistente. Successivamente, altri copolimeri tramite vulcanizzazione inversa sono stati sintetizzati e testati all'interno di questi dispositivi elettrochimici, fornendo di nuovo una stabilità eccezionale su un alto numero di cicli. 
| catodico                                           | Data | fonte                         | Capacità specifica dopo il ciclismo    |
| -------------------------------------------------- | ---- | ----------------------------- | -------------------------------------- |
| Poli(zolfo-casuale- 1,3-diisopropilbenzene)        | 2014 | Università dell'Arizona       | 1005 mA⋅h / g dopo 100 cicli (a 0.1 C) |
| Poli(zolfo-casuale -1,4-difenilbutadiina)          | 2015 | Università dell'Arizona       | 800 mA⋅h / g dopo 300 cicli (a 0,2 C)  |
| Poli(zolfo-casuale- divinilbenzene)                | 2016 | Università dei Paesi Baschi   | 700 mA⋅h / g dopo 500 cicli (a 0,25 C) |
| Poli(zolfo-casuale- disolfuro di diallile)         | 2016 | Università dei Paesi Baschi   | 616 mA⋅h / g dopo 200 cicli (a 0,2 C)  |
| Poli (zolfo-casuale- bismaleimide- divinilbenzene) | 2016 | Istanbul Technical University | 400 mA⋅h / g dopo 50 cicli (a 0.1 C)   |
| Poli(zolfo-casuale- stirene)                       | 2017 | Università dell'Arizona       | 485 mA⋅h / g dopo 1000 cicli (a 0,2 C) |

Per superare il grande svantaggio relativo alla scarsa conducibilità elettrica del materiale (1015-1016 Ω·cm), alcuni ricercatori hanno iniziato ad aggiungere molecole coniugate a base di carbonio (come nanotubi di carbonio, grafene e carbon onions .), così da aumentare il trasporto degli elettroni all'interno del copolimero. Inoltre, tali additivi a base carboniosa migliorano la ritenzione di polisolfuri al catodo attraverso l'effetto di cattura dei polisolfuri, aumentando le prestazioni della batteria.

### Cattura del mercurio
Il mercurio è pericoloso per l'ambiente e altamente tossico per l'uomo, è pertanto molto importante rimuovere le contaminazioni di questo metallo dall'ambiente. 
Lo zolfo elementare si lega con molti cationi metallici (incluso il mercurio), formando solfuri o solfati. Questa caratteristica può essere sfruttata per rimuovere i metalli tossici dal suolo o dall'acqua. Tuttavia, causa delle sue scarse proprietà meccaniche, lo zolfo puro non può essere impiegato per fabbricare un filtro funzionale. La vulcanizzazione inversa è stata impiegata per la produzione di materiali porosi (caratterizzati da una elevata superficie adsorbente) utilizzati per la cattura del mercurio. Tale metallo si complessa al copolimero, rimanendo catturato all'interno del filtro.

### Trasmissione a infrarossi
I polimeri sono poco usati per le applicazioni ottiche IR a causa del loro basso indice di rifrazione (n ~ 1,5-1,6). La loro scarsa trasparenza nei confronti delle radiazioni infrarosse limita le loro applicazioni. D'altro canto, alcuni materiali inorganici (n ~ 2-5) sono caratterizzati da un elevato costo ed una lavorabilità complessa, fattori negativi per la produzione su larga scala. I copolimeri ricchi di zolfo, realizzati mediante vulcanizzazione inversa, rappresentano un'ottima alternativa grazie al semplice processo di fabbricazione, al basso costo e all'alto indice di rifrazione. Come accennato in precedenza, quest'ultimo dipende dalla concentrazione dei legami S-S, determinando la possibilità di regolare le proprietà ottiche del materiale semplicemente modificando la formulazione chimica. Tale possibilità di modificare l'indice di rifrazione del materiale, così da soddisfare i requisiti specifici dell'applicazione, rende questi copolimeri applicabili in campo militare, civile o medico.

### Altre
Il processo di vulcanizzazione inversa può anche essere impiegato per la sintesi di carboni attivi con distribuzioni di dimensioni dei pori ristrette. Il copolimero ricco di zolfo funge quindi da modello per la produzione dei carboni. Il materiale finale è drogato con zolfo e presenta un network microporoso insieme ad un'alta selettività dei gas. Pertanto, la vulcanizzazione inversa potrebbe essere applicata anche nel settore della separazione dei gas.